# تشيلسي هوبس
تشيلسي هوبس هي ممثلة كندية، ولدت في 18 فبراير 1985 بفانكوفر في كندا.

## أعمال

### أفلام
- (2005) أسياد دوغتاون[3]

### مسلسلات
- ميامي
- كولد كيس

## وصلات خارجية
- تشيلسي هوبس على موقع IMDb (الإنجليزية)
- تشيلسي هوبس على موقع ألو سيني (الفرنسية)
- تشيلسي هوبس على موقع أول موفي (الإنجليزية)
- تشيلسي هوبس على موقع قاعدة بيانات الفيلم (الإنجليزية)
- تشيلسي هوبس على موقع كينوبويسك (الروسية)